# 戈罗德齐农村居民点
戈罗德齐农村居民点（俄语：Городецкое сельское поселение）是俄罗斯联邦布良斯克州特鲁布切夫斯克区所属的一个农村居民点。其下辖有个居民点，行政中心为戈罗德齐。据2015年统计，该农村居民点的人口为2654人。